# Tiellejaure
Tiellejaure är en sjö i Jokkmokks kommun i Lappland och ingår i Piteälvens huvudavrinningsområde. Sjön har en area på 0,0611 kvadratkilometer och ligger 277,3 meter över havet. Tiellejaure ligger i Piteälven Natura 2000-område. Sjön avvattnas av vattendraget Telebäcken (Kuorsjojåkkå).

## Delavrinningsområde
Tiellejaure ingår i det delavrinningsområde (733910-167536) som SMHI kallar för Utloppet av None. Medelhöjden är 296 meter över havet och ytan är 0,93 kvadratkilometer. Räknas de 5 avrinningsområdena uppströms in blir den ackumulerade arean 172,8 kvadratkilometer. Telebäcken (Kuorsjojåkkå) som avvattnar avrinningsområdet har biflödesordning 4, vilket innebär att vattnet flödar genom totalt 4 vattendrag innan det når havet efter 142 kilometer. Avrinningsområdet består mestadels av skog (72 procent) och sankmarker (16 procent). Avrinningsområdet har 0,12 kvadratkilometer vattenytor vilket ger det en sjöprocent på 12,4 procent.